# 友井政利
友利 政利（ともい まさとし、1950年 - ）は、兵庫県出身の日本の建築工学者。専門は、木構造工学。アメリカ針葉樹協議会元技術顧問。TTE一級建築士事務所所長。

## 経歴
1974年大阪工業大学建築学科卒業。1977年カナダ林産業審議会（大阪事務所）入社。1991年ブリティッシュ・コロンビア大学大学院修士課程修了（木構造専攻）。
木造枠組壁構法（ツーバイフォー工法）の北米（カナダ・アメリカ）木造住宅研究の第一人者の一人。
主な著書は、初めて学ぶ図解ツーバイフォー工法、図解Q&A ツーバイフォー（基礎編・応用編）。